# Szaracén szövet
A szaracén szövet a 11-13. századi szicíliai selyemszövetek megnevezése. A normannok a meghódított Szicília arab lakosságának virágzó selyemszövését felkarolták. A műhelyekbe 1146-ban bizánci szövők kerültek. A korábbi szöveteket kör alakú keretbe helyezett páros állatalakok díszítik. A 12. században a keretezés elmaradt, helyette hosszanti sávokban ritmikusan váltakozó páros madarak vagy más állatok kerültek. A korai darabokra az iszlám textilművészet hatott, a későbbiekben a bizánci hatás az erősebb. A 13. században a szicíliai műipar lehanyatlott, a textilek jelentéktelenné lettek.